# Frida Weymann
Hedwig Christine Friedagunde Weymann, genannt Frida Weymann, (* 4. Juni 1863 in Leer; † 31. August 1942 in Dornum; Geburtsname: Hedwig Christine Friedagunde Kruse) war eine deutsche Autorin.

## Leben
Frida wurde am 4. Juni 1863 als Tochter des Nautikers Carl Ewald Kruse und dessen Frau Marie Christine geborene Gansmann in Leer geboren. Ihr Vater war 1854 Gründer der Navigationsschule (heute: Seefahrtschule) in Leer. Nach ihrer Geburt leitete ihr Vater vorübergehend die Navigationsschule Timmel, ehe er 1870 nach Emden versetzt wurde.
In der Seehafenstadt wuchs Frida auf. In jungen Jahren war sie als Hauslehrerin des Apothekers Kittel in Dornum tätig und unterrichtete auch dessen Sohn Ludwig Kittel. In Dornum lernte sie wohl auch Rudolf Heinrich Gottlieb August Weymann, den Rentmeister von Georg Herbert Fürst Münster von Derneburg kennen, der dessen Besitzungen in Dornum verwaltete und im Amtmannshaus an der Dornumer Schloßstraße wohnte. Am 28. April 1884 heiratete das Paar in Emden. Danach zog Frida zu ihrem Mann nach Dornum.
Über ihn hatte sie Zugang zum Schlossarchiv, das sie intensiv durchforschte. In den 1920er Jahren veröffentlichte sie zahlreiche Publikationen über Dornum und Ostfriesland. Am 31. August 1942 starb sie in Dornum. Ihre unveröffentlichten Manuskripte übernahmen Verwandte in Pewsum.

## Werke
- Dornum im Kriegssommer 1514. In: Dornumer Nachrichten 23 (1918) Nr. 14, 16,17, 20, 22,25 sowie in: Ostfreesland. Ein Kalender Für Jedermann 14. 1927, S. 55–68
- Ein Maibaum in Dornum. In: Dornumer Nachrichten vom 6. November 1920
- Die Geschichte der Beningaburg in Dornum. In: Dornumer Nachrichten vom 6. November 1920
- Alte Dornumer Briefe. In: Ostfreesland. Ein Kalender Für Jedermann 8. 1921. S. 25–28
- Die Dornumer Herrlichkeitskirchen. 1. Resterhafe. In: Ostfreesland. Ein Kalender Für Jedermann. 12. 1925: S. 15–20
- Die Dornumer Herrlichkeitskirchen. 2. Dornum. In: Ostfreesland. Ein Kalender Für Jedermann 13. 1926, S. 69–79
- Hexen in Dornum noch 1665, in: Ostfreesland. Ein Kalender Für Jedermann 14. 1927. S. 33–38
- Söhne Ostfrieslands, 1. David und Johannes Fabricius. In: Ostfreesland. Ein Kalender Für Jedermann 15. 1928. S. 123–129,
- Söhne Ostfrieslands, 2. David Fabricius und sein Calendarium Historicum. In: Ostfreesland. Ein Kalender Für Jedermann 16. 1929. S. 141–145
- Von Dornumersiel und Ackumertief. Ein Beitrag zur ostfriesischen Küstentopographie. In: Ostfriesischer Kurier 1924, Nr. 208–305;
- Vom Platz Klein-Kiphausen und seinen Bewohnern in der Herrlichkeit Dornum. In: Heim und Herd, Beilage zum Ostfriesischen Kurier vom 2. Juli, 9. Juli und 16. Juli 1927
- Zur Geschichte des Platzes Klein-Kiphausen und seiner Bewohner in der Herrlichkeit Dornum. Sonderdruck aus dem Ostfriesischen Kurier, Jahrgang 1927, Norden o. J. (wohl um 1932)
- Zur Geschichte des ostfriesischen Ständekampfes in den Jahren 1737/1740, Emden o. J. (um 1927).
- Veerhoken (Vom alten Bummert in Timmel). In: Ostfriesenwart Band. 2, Nr. 4. 1932. S. 56–58